# Vena azygos
De vena azygos is een ader die omhoog loopt langs de rechter voorzijde van de thoracale wervelkolom.
De naam van dit bloedvat is afgeleid van het Griekse 'ζυξ' (zyx), dat 'gepaard' betekent. Met het voorvoegsel 'a-' is de betekenis 'ongepaard'. Deze ader loopt namelijk alleen aan de rechter zijde van de wervelkolom, hoewel dat maar ten dele klopt aangezien aan de linker zijde de vena hemiazygos loopt, die embryologisch gezien kan worden beschouwd als het linker exemplaar. Deze vena hemiazygos komt echter niet uit in de vena cava superior maar in de vena azygos.
Dit is overigens alleen van toepassing bij enkele diersoorten, zoals de mens, hond en kat. Veel andere dieren zoals herkauwers hebben een gepaard, symmetrisch azygos-systeem.

## Structuur
De vena azygos transporteert bloed van de rug naar de vena cava superior (bovenste holle ader). De anatomie kan per individu nogal verschillen. In zeldzame gevallen voert het zelfs bloed af van bronchusvaten of de geslachtsorganen.
Het azygossysteem (azygos en hemiazygos) wordt gevormd door een samenvoeging van de opstijgende aders die hun oorsprong hebben in de tussenribruimten. Hij stijgt op in het mediastinum, loopt met een boog ('arcus venae azygos') over de rechter hoofdbronchus heen en mondt daar uit in de vena cava superior.
Doordat het azygossysteem vaak collateralen heeft, kan het een alternatieve afvoer van bloed uit het onderlichaam geven als de vena cava inferior is geblokkeerd. Het komt zelfs voor dat bloed de omgekeerde route aflegt als er een verstopping in de vena cava superior zit: Bloed uit het hoofd kan dan via het azygossysteem naar de vena cava inferior worden afgevoerd.

## Extra afbeeldingen

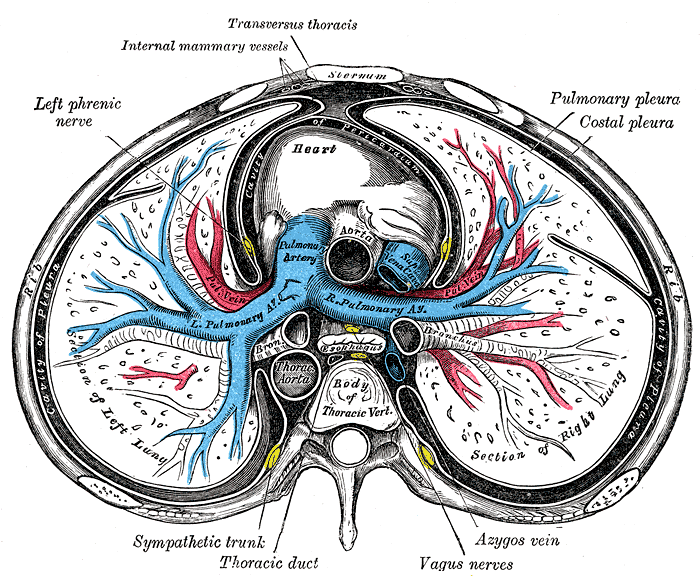
Dwarsdoorsnede door de borstkas. Deze toont de onderlinge relatie met de longslagader en hoofdbronchus.
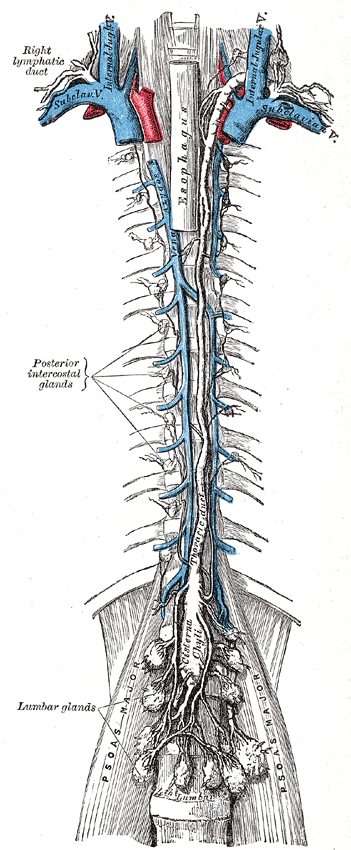
De anatomische relatie tussen het azygossysteem en de grote lymfevaten (Ductus thoracicus).